# Syagrus
A Syagrus a pálmafélék (Arecaceae) családjában a Cocoeae nemzetségcsoport egyik nemzetsége mintegy 33 fajjal.

## Származása, elterjedése
Dél-amerikai fajok. Egyeseket — főleg a királynőpálmát (Syagrus romanzoffiana, Syagrus romanzoffianum) — a trópusi, illetve szubrópusi éghajlaton sokfelé dísznövénynek is ültetnek.

## Megjelenése, felépítése
Az egyes fajok megjelenése változatos: egyaránt vannak köztük csoportos (Syagrus flexuosa), illetve magányos törzsű, fa, illetve bokor méretű és fűszerű, a gyepszintben élő fajok (Syagrus graminifolia, Syagrus vagans). Szárnyasan összetett levelei 2–5 m hosszúak lehetnek.
16 kromoszómája van.

## Életmódja
Egylaki. Virágai nem az üstök közepén, torzsában nyílnak, hanem a levelek között. A fajok fagytűrő képessége a többi trópusi növényéhez hasonlóan rossz; legtöbbjük már a 10–15 °C alatti hőmérsékletet is rosszul viseli.